# Spatifilum
Spatifilum (jedarce, lat. Spathiphyllum), biljni rod iz porodice kozlačevki kojemu pripada 52 vrste korjenastih vazdazelenih trajnica raširenih po tropskim predjelima Amerike i jugoistočne Azije.
Cvjetne čaške su sivo-bijele, cvate preko cijelog ljeta a cvjetovi se stvaraju čak i u rano proljeće i u kasnu jesen. Listovi su sjajno zeleni, dobro ožiljeni. Često se uzgaja kao sobna biljka, a poznata je kao pročišćivač zraka.

## Vrste
1. Spathiphyllum abelianum A.Rojas & J.M.Chaves
2. Spathiphyllum atrovirens Schott
3. Spathiphyllum barbourii Croat
4. Spathiphyllum bariense G.S.Bunting
5. Spathiphyllum blandum Schott
6. Spathiphyllum brent-berlinii Croat
7. Spathiphyllum brevirostre (Liebm.) Schott
8. Spathiphyllum buntingianum Croat
9. Spathiphyllum cannifolium (Dryand. ex Sims) Schott
10. Spathiphyllum cochlearispathum (Liebm.) Engl.
11. Spathiphyllum commutatum Schott
12. Spathiphyllum cuspidatum Schott
13. Spathiphyllum diazii Croat
14. Spathiphyllum dressleri Croat & F.Cardona
15. Spathiphyllum floribundum (Linden & André) N.E.Br.
16. Spathiphyllum friedrichsthalii Schott
17. Spathiphyllum fulvovirens Schott
18. Spathiphyllum gardneri Schott
19. Spathiphyllum globulispadix Bogner & Nadruz
20. Spathiphyllum gracile G.S.Bunting
21. Spathiphyllum grandifolium Engl.
22. Spathiphyllum grazielae L.B.Sm.
23. Spathiphyllum humboldtii Schott
24. Spathiphyllum jejunum G.S.Bunting
25. Spathiphyllum juninense K.Krause
26. Spathiphyllum kalbreyeri G.S.Bunting
27. Spathiphyllum laeve Engl.
28. Spathiphyllum lanceifolium (Jacq.) Schott
29. Spathiphyllum lechlerianum Schott
30. Spathiphyllum maguirei G.S.Bunting
31. Spathiphyllum matudae G.S.Bunting
32. Spathiphyllum mawarinumae G.S.Bunting
33. Spathiphyllum minus G.S.Bunting
34. Spathiphyllum monachinoi G.S.Bunting
35. Spathiphyllum montanum (R.A.Baker) Grayum
36. Spathiphyllum neblinae G.S.Bunting
37. Spathiphyllum ortgiesii Regel
38. Spathiphyllum patinii (R.Hogg) N.E.Br.
39. Spathiphyllum patulinervum G.S.Bunting
40. Spathiphyllum perezii G.S.Bunting
41. Spathiphyllum phryniifolium Schott
42. Spathiphyllum pygmaeum Bogner
43. Spathiphyllum quindiuense Engl.
44. Spathiphyllum schlechteri (Engl. & K.Krause) Nicolson
45. Spathiphyllum schomburgkii Schott
46. Spathiphyllum silvicola R.A.Baker
47. Spathiphyllum solomonense Nicolson
48. Spathiphyllum tenerum Engl.
49. Spathiphyllum uxpanapaensis Matuda
50. Spathiphyllum wallisii Regel
51. Spathiphyllum wendlandii Schott
52. Spathiphyllum zetekianum Standl.